# Ocean's (saga)
La saga Ocean's es una trilogía de películas estadounidenses de atracos dirigidas o producidas por Steven Soderbergh. Las tres películas originales fueron escritas por George C. Johnson, George Nolfi, junto Brian Koppelman y David Levien, respectivamente para cada película. Estrenadas de 2001 a 2007, la trilogía suele ser llamada como definitoria de su género y causante de la proliferación y comercialización de las películas de atracos a lo largo del mundo.
Basadas en la película del Rat Pack de 1960, Ocean's Eleven, la saga ha recibido reseñas generalmente mixtas a positivas y ha sido relativamente un éxito comercial. La saga ha ganado colectivamente US$1.170 millones a nivel mundial, siendo la primera película, Ocean's Eleven (2001), la más exitosa. Se inició con un reparto coral compuesto por George Clooney, Matt Damon, y Brad Pitt, como Danny Ocean, Linus Caldwell, y Rusty Ryan, respectivamente. Una larga lista de miembros de reparto ha participado en la trilogía. La primera secuela, Ocean's Twelve fue estrenada en 2004 y la tercera y última película, Ocean's Thirteen, en 2007. Un spin-off femenino escrito y dirigido por Gary Ross, Ocean's 8 fue estrenado en 2018, once años después del lanzamiento de Thirteen.

## Trilogía original

### Ocean's Eleven(2001)
Un carismático criminal recluta a un equipo de expertos ladrones para llevar a cabo un gran asalto en Las Vegas.

### Ocean's Twelve(2004)
Danny Ocean y su equipo de criminales planean un elaborado robo en Europa para pagarle al jefe de un casino.

### Ocean's Thirteen(2007)
Danny Ocean vuelve a reunir a los chicos para un nuevo golpe, después de que Willy Bank, el despiadado dueño de un casino, traicione a Reuben Tishkoff, amigo y mentor de Danny.

## Spin-off

### Ocean's 8(2018)
Soderbergh y George Clooney inicialmente descartaron la posibilidad de una secuela de Ocean´s Thirteen debido a la muerte de Bernie Mac en 2008. Sin embargo, un spin-off con un reparto femenino protagonizado por Sandra Bullock como la hermana de Danny Ocean (George Clooney) fue puesto en desarrollo. Fue concebido por el productor Jerry Weintraub, Soderbergh y Clooney. Olivia Milch escribiría el guion y Gary Ross dirigiría. Helena Bonham Carter, Cate Blanchett y Mindy Kaling se unirían luego al reparto. Elizabeth Banks se uniría al proyecto, pero no se pudo llegar a un acuerdo entre ella y Warner Bros.
Se anunció luego que el título del spin-off sería Ocean's Eight. En agosto de 2016, Anne Hathaway, Rihanna y Nora "Awkwafina" Lum fueron confirmadas como miembros del reparto. La noche luego de su victoria en los Emmys, Sarah Paulson fue enunciada como la última miembro de las ocho protagonistas. Matt Damon y Carl Reiner iban a repetir sus papeles como Linus Caldwell y Saul Bloom como cameos, hecho que finalmente no se concretó.

## Reparto
| Personaje                        | Películas         | Películas            | Películas         | Spin-off             |
| Personaje                        | Ocean's Eleven    | Ocean's Twelve       | Ocean's Thirteen  | Ocean's 8            |
| -------------------------------- | ----------------- | -------------------- | ----------------- | -------------------- |
| Danny Ocean                      | George Clooney    | George Clooney       | George Clooney    |                      |
| Rusty Ryan                       | Brad Pitt         | Brad Pitt            | Brad Pitt         |                      |
| Linus Caldwell                   | Matt Damon        | Matt Damon           | Matt Damon        |                      |
| Basher Tarr                      | Don Cheadle       | Don Cheadle          | Don Cheadle       |                      |
| Virgil Malloy                    | Casey Affleck     | Casey Affleck        | Casey Affleck     |                      |
| Turk Malloy                      | Scott Caan        | Scott Caan           | Scott Caan        |                      |
| Frank Catton                     | Bernie Mac        | Bernie Mac           | Bernie Mac        |                      |
| Livingston Dell                  | Eddie Jemison     | Eddie Jemison        | Eddie Jemison     |                      |
| Saul Bloom                       | Carl Reiner       | Carl Reiner          | Carl Reiner       |                      |
| Reuben Tishkoff                  | Elliott Gould     | Elliott Gould        | Elliott Gould     | Elliott Gould        |
| "The Amazing" Yen                | Qin Shaobo        | Qin Shaobo           | Qin Shaobo        | Qin Shaobo           |
| Terry Benedict                   | Andy García       | Andy García          | Andy García       |                      |
| Bruiser                          | Scott L. Schwartz | Scott L. Schwartz    | Scott L. Schwartz |                      |
| Denny Shields                    | Jerry Weintraub   | Jerry Weintraub      | Jerry Weintraub   |                      |
| Walsh                            | Michael Delano    | Michael Delano       |                   |                      |
| Tess Ocean                       | Julia Roberts     | Julia Roberts        |                   |                      |
| François "The Night Fox" Toulour |                   | Vincent Cassel       | Vincent Cassel    |                      |
| Roman Nagel                      |                   | Eddie Izzard         | Eddie Izzard      |                      |
| Isabel Lahiri                    |                   | Catherine Zeta-Jones |                   |                      |
| Matsui                           |                   | Robbie Coltrane      |                   |                      |
| Molly Stark (Sra. Caldwell)      |                   | Cherry Jones         |                   |                      |
| Gaspar LeMarque                  |                   | Albert Finney        |                   |                      |
| Commissario Giordano             |                   | Mattia Sbragia       |                   |                      |
| Bruce Willis                     |                   | Él mismo             |                   |                      |
| Abigail Sponder                  |                   |                      | Ellen Barkin      |                      |
| Bobby Caldwell                   |                   |                      | Bob Einstein      |                      |
| Willy Bank                       |                   |                      | Al Pacino         |                      |
| Debbie                           |                   |                      | Olga Sosnovska    |                      |
| "The V.U.P."                     |                   |                      | David Paymer      |                      |
| Debbie Ocean                     |                   |                      |                   | Sandra Bullock       |
| Lou                              |                   |                      |                   | Cate Blanchett       |
| Rose Weil                        |                   |                      |                   | Helena Bonham Carter |
| Daphne Kluger                    |                   |                      |                   | Anne Hathaway        |
| Nine Ball                        |                   |                      |                   | Rihanna              |
| Amita                            |                   |                      |                   | Mindy Kaling         |
| Constance                        |                   |                      |                   | Awkwafina            |
| Tammy                            |                   |                      |                   | Sarah Paulson        |
| Penelope Stern                   |                   |                      |                   | Dakota Fanning       |
| Lawrence                         |                   |                      |                   | Richard Robichaux    |
| Claude Becker                    |                   |                      |                   | Richard Armitage     |
| John Frazier                     |                   |                      |                   | James Corden         |

## Recepción

### Taquilla
| Película         | Estreno                 | Recaudación    | Recaudación   | Recaudación    | Posición       | Posición | Presupuesto  | Referencia |
| Película         | Estreno                 | Estados Unidos | Internacional | Mundial        | Estados Unidos | Mundial  | Presupuesto  | Referencia |
| ---------------- | ----------------------- | -------------- | ------------- | -------------- | -------------- | -------- | ------------ | ---------- |
| Ocean's Eleven   | 7 de diciembre de 2001  | $183 417 150   | $267 300 000  | $450 717 150   | #228           | #224     | $85 000 000  | [ 15 ]     |
| Ocean's Twelve   | 10 de diciembre de 2004 | $125 544 280   | $237 200 000  | $362 744 280   | #478           | #318     | $110 000 000 | [ 16 ]     |
| Ocean's Thirteen | 8 de junio de 2007      | $117 154 724   | $194 157 900  | $311 312 624   | #537           | #413     | $85 000 000  | [ 17 ]     |
| Ocean's 8        | 8 de junio de 2018      | $81 009 390    | $36 800 000   | $117 809 390   | #912           |          | $70 000 000  | [ 18 ]     |
| Total            | Total                   | $507 125 544   | $735 457 900  | $1 242 583 444 |                |          | $365 000 000 | [ 19 ]     |

### Crítica
| Film             | Rotten Tomatoes   | Rotten Tomatoes      | Rotten Tomatoes        | Metacritic      | Metacritic      | CinemaScore | IMDb                | FilmAffinity       |
|                  | Crítica           | Críticos importantes | Audiencia              | Crítica         | Audiencia       | CinemaScore | IMDb                | FilmAffinity       |
| ---------------- | ----------------- | -------------------- | ---------------------- | --------------- | --------------- | ----------- | ------------------- | ------------------ |
| Ocean's Eleven   | 83% (185 reseñas) | 88% (43 reseñas)     | 80% (32 601 434 votos) | 74 (35 reseñas) | 8.5 (574 votos) | B+          | 7.7 (596 000 votos) | 7.2 (91 354 votos) |
| Ocean's Twelve   | 55% (187 reseñas) | 57% (53 reseñas)     | 60% (672 581 votos)    | 58 (39 reseñas) | 6.9 (330 votos) | B-          | 6.5 (403 000 votos) | 6.0 (55 532 votos) |
| Ocean's Thirteen | 70% (201 reseñas) | 62% (61 reseñas)     | 75% (1 532 360 votos)  | 62 (37 reseñas) | 6.5 (343 votos) | B+          | 6.9 (358 000 votos) | 6.2 (55 701 votos) |
| Ocean's 8        | 69% (366 reseñas) | 67% (87 reseñas)     | 47% (10 000 votos)     | 61 (50 reseñas) | 5.3 (501 votos) | B+          | 6.3 (231 000 votos) | 5.2 (13 802 votos) |
| Promedio         | 69%               | 69%                  | 66%                    | 64              | 6.8             | B+          | 6.9                 | 6.3                |